# Katharine Goodson
Katharine Goodson (Watford, 18 juin 1872 – Londres, 14 avril 1958) est une pianiste anglaise.
Après avoir étudié le piano à la Royal Academy of Music de Londres, elle suit les cours de Teodor Leszetycki pendant quatre ans à Vienne et fait ses débuts à Londres, le 16 janvier 1897. Ses voyages en Europe qui suivent, la placent au premier rang des femmes pianistes britanniques de l'époque. Goodson fait ses débuts en Amérique le 18 janvier 1907, en soliste avec l'orchestre symphonique de Boston.

## Biographie

### Formation
Katharine Goodson est née en 1872, en tant que deuxième enfant de Charles et Sarah Goodson de Watford. Elle a deux frères, Arthur et Ernest et une sœur, Ethel.
Enfant, Goodson est réputée pour jouer mieux au violon qu'au piano et son professeur note qu'« elle a une main parfaite de pianiste » : il lui recommande de se concentrer sur le piano « plutôt que de ne maîtriser aucun » des deux instruments.
À douze ans, après plusieurs apparitions dans les provinces anglophones, elle s'inscrit à la Royal Academy of Music, pour étudier avec Oscar Beringer entre 1886 et 1892. Après une invitation à jouer pour le renommé pianiste Ignacy Paderewski, elle est présentée à son ancien professeur, Theodor Leschetizky, à Vienne, lui-même élève d'un élève de Beethoven, son ami et élève Carl Czerny. Goodson passe quatre ans à étudier avec Leschetizky et ce, malgré la perte de la bourses d'études de la Royal Academy : son interprétation du Concerto de Tchaïkovski au bout de deux années d'études, ayant tellement impressionné Leschestizky, il refuse de prendre toute forme de paiement pour les deux dernières années.

### Début de carrière
Katharine Goodson laisse Leschetizky et en 1896, est présentée au chef d'orchestre et violoniste Eugène Ysaÿe, avec qui elle joue à Bruxelles. Elle forge également une collaboration avec la violoniste américaine Maud Powell, avec qui elle joue de nombreuses fois en concerts, ouvrant la voie pour des engagements à travers la Belgique, l'Allemagne et le Sud de la France et établit rapidement sa présence en Europe continentale. Goodson, bien que basée à Londres à cette période, y fait ses débuts en 1897, puis à Berlin en 1899 et à Vienne en 1900. Entre 1902 et 1904, elle fait de nombreuses tournées avec le violoniste et compositeur tchèque Jan Kubelík. Lorsque sa sœur Ethel, qui était resté avec elle pendant une grande partie de son temps à Vienne, se rend à Budapest pour devenir la gouvernante du fils du Comte István Tisza, le Premier ministre hongrois, Goodson loge avec des universitaires et des parlementaires, William Martin Conway, 1er Baron de Conway de Allington et son épouse Dame Katrina Conway, dans leur maison londonienne.
C'est encore Leschetizky cherchant à mieux promouvoir la carrière de Goodson qui lui présente le chef d'orchestre Arthur Nikisch. Au Gewandhaus de Leipzig, elle joue les Papillons de Schumann et le Concerto de Grieg. Après le spectacle, Nikisch vient la féliciter : « j'ai connu de nombreux artistes au cours de ma vie et de nombreux solistes, mais les vrais musiciens, je peux compter sur les doigts d'une main, d'Albert, Ysäye, Paderewski et c'est à eux que vous appartenez, Miss Goodson. »

### Débuts américains

Katharine Goodson, en 1907, dans une publication annonçant ses débuts Américains.

Nikisch et Goodson effectuent une tournée de concert à travers l'Allemagne et à son retour à Londres, les deux musiciens se rencontrent à nouveau. Ensuite, Nikisch organise son premier engagement avec l'Orchestre symphonique de Boston.
L'apparition faillit ne pas se réaliser. Pendant la traversée de l'Atlantique, à deux jours de Boston, le navire traverse un ouragan et un morceau de glace, détaché d'un icebergs plus au nord, s'écrase sur la baie vitrée de la cabine de Goodson, alors qu'elle se reposait avant le dîner, et atterri au-dessus de sa tête.
Après avoir évité de justesse d'être blessée, sa présentation à Boston intervient le 18 janvier 1907, avec un large succès,. The Boston Transcript, le quotidien du soir, écrit à l'occasion : « Son interprétation était poétique, fournissant ce sens indispensable de l'atmosphère imaginative essentielle à Grieg, tout en contenant précisément ce droit hauteur de l'abandon à la bravoure, de sensualité dramatique que le concerto demande. Son rythme est incisif, plein de feu et pourtant, lorsque les circonstances l'exigent, élastique. »
Le violoniste Franz Kneisel présent au concert, l'engage immédiatement pour jouer avec sa formation, le Quatuor Kneisal pour plusieurs concerts à Boston et à New York. Grâce à cette relation, Goodson joue un rôle dans la diffusion en Amérique des œuvres de son mari, le compositeur Arthur Hinton. Elle donne les premières de son Quintette avec piano, son Trio en ré mineur et plus tard sa Rhapsody, son concerto pour piano, ainsi que de nombreuses autres pièces pour piano, notamment le Rigaudon et Lucioles extrait d'« Un Pèlerinage d'été » et la Romance en la bémol majeur.

### Carrière internationale
Les œuvres d'Arthur Hinton ont aussi favorisé Goodson dans sa carrière. Après sa seconde tournée américaine et un bref passage à Londres, Hinton est invitée à se rendre en Australie afin de diriger les examens des Royal Schools of Music, ainsi qu'une tournée organisée pour Goodson. Malgré une certaine appréhension de sa part — notant que deux pianistes, Paderewski et María Teresa Carreño avaient récemment visité l'Australie, tandis que  Mark Hambourg était à mi-chemin de sa troisième tournée en Australie — elle a été accueillie avec enthousiasme.
Une troisième tournée américaine suit immédiatement, où elle apparaît avec des chefs d'orchestre tels que Vassili Safonov et Ossip Gabrilowitsch. Avec le violoniste Bronislaw Huberman et le violoncelliste Felix Salmond elle contribue à l'Association des concerts Beethoven, pour la collecte de fonds en vue de la publication par l'association des volumes de La Vie de Beethoven d'Alexander Wheelock Thayer.
Après sa quatrième tournée américaine Katharine Goodson élargie ses horizons avec une visite en Jamaïque, au début de l'année 1915. La critique est de nouveau enthousiaste, bien qu'une nuit à la Mission House de Parson Green, dans une pièce sans toit lui fait peut-être la plus grande impression. Elle écrit : « Nous avons eu dix chauves-souris dans notre chambre ce soir-là, d'innombrables lézards sur les murs et des moustiques à l'infini. Nous avons enveloppé nos têtes dans des écharpes, mais je peux honnêtement dire ne pas avoir perdu conscience pendant cinq minutes, pendant la nuit la plus longue que j'ai jamais passé, car c'était une succession d'attaques en piqué, de chair de poule et de morsure ! Pouah ! »
Goodson passe l'essentiel de l'année 1916 en Amérique du Nord, en concerts pour la collecte de fonds pour la Croix-Rouge et les prisonniers de guerre canadiens. En tout, sa carrière internationale la mène en l'Amérique du Nord, sept fois pour des tournées, y compris les deux tours du monde partagés avec la soprano australienne Dame Nellie Melba. Elle effectue également une tournée à Java et Sumatra et se produit dans les pays Nordiques lors d'une visite en Norvège, en Suède et en Finlande.
En mai 1918, Katharine Goodson revendique à être la première femme à donner un récital au Royal Albert Hall de Londres, pour jouer un programme Chopin au profit du dépôt d'approvisionnement de l'hôpital de guerre de Kensington. La Pall Mall Gazette note à l'occasion : « Sa réception a été extrêmement enthousiaste et la scène a été littéralement inondé de bouquets. »

### Carrière tardive
La présence internationale de Katharine Goodson reste dominante au cours des années 1920 et 1930. Le début de la dernière décennie, apporte aussi à Goodson l'occasion, en 1931, de sa première expérience d'interprétation avec le chef d'orchestre Thomas Beecham. Les deux musiciens maintiennent relation professionnelle durable, basée sur une estime réciproque. À la suite de l'« Hommage d'anniversaire vocal à Delius » de Beecham en 1932, le Daily Sketch note : « Goodson a joué sa partie solo si joliment qu'une fois, Sir Thomas a été pris par une soudaine pause chantant sa propre satisfaction. » C'est également Beecham, qui, en 1936, l'a encouragé à se diversifier et jouer en tournée un concerto pour clavecin. Le Daily Telegraph écrit : « Pour une célèbre élève de Leschetizky, cela ressemble à échanger de gros canons pour des arcs et des flèches. Miss Goodson semblait avoir pris de nouveau bras contre ceux de sa naissance ».
La Seconde Guerre mondiale interrompt la carrière tardive de Goodson. Période au cours de laquelle elle connaît la destruction de son domicile de Londres dans le Blitz, suivie de peu par la mort de son mari et d'autres nombreux bombardements à son pays d'accueil. Néanmoins, en 1944-1945, elle retourne au piano pour jouer en concerts avec les chefs d'orchestre : Adrian Boult, Henry Wood et Basilic Cameron.
En avril 1947, Goodson se produit encore avec Beecham, peu de temps avant sa première apparition à la télévision, suivit rapidement par une apparition à la radio, avec le BBC Scottish Orchestra, sous la direction de Ian Whyte. Bien que Goodson fait quelques enregistrements radio et peu d'enregistrements au disque, elle laisse un héritage en grande partie inconnu du public contemporain. Les enregistrements qui existent étant bien considérés.

## Famille, mariage et amis

### Famille
Katharine Goodson — connue dans sa famille sous le nom de « Kaigee » — est soutenue dans sa carrière par sa famille, dès son plus jeune âge. Alors qu'elle n'était encore qu'une jeune fille, elle écrit à propos de la perte d'une bourse d'études à la Royal Academy of Music et les mots que son père a prononcés après : 

« — Voulez-vous mémoriser quelque chose pour moi ce soir et n'oubliez jamais ?Je lui sourit à travers mes larmes. — Bien sûr que je le veux, papa. Qu'est-ce que c'est ? — Les « échecs », dit-il, en brandissant ses doigts pour mettre l'accent, « sont avec l'esprit héroïque, le tremplin vers le succès. »

 Goodson affirmait que ces paroles ont contribué à maintenir sa détermination tout au long de sa carrière.
Sa jeune sœur, Ethel, qui l'accompagne à Vienne, est particulièrement proche d'elle et Goodson se trouve dépossédée lorsque, au début de sa carrière, Ethel se rend en Hongrie pour un porte de gouvernante, affirmant que, sans elle, « Il ne semblait y avoir personne à qui je pouvais parler sincèrement et qui comprendrait mes désirs et mes aspirations ».
Sa mère aussi était proche. Une fois elle écrit avec effusion à Goodson : « Si j'ai vraiment été en mesure de t'aider un peu, le bien-être, la joie est mienne, vous savez comment faire, n'appartient pas à moi, je mettrais tout le monde de la richesse, de l'amour et de la gloire à tes pieds. Tu dois être une reine du royaume des fées pour toujours. »
Goodson elle-même montre évidemment un côté plaisantin. En route pour Boston pour ses débuts en Amérique, elle et son mari dînent avec quelques personnes âgées, des dames de la société, qui demandent leur profession. Pendant quelques jours, à l'horreur des Bostoniens, les deux musiciens prétendent qu'ils sont des artistes de cirque et qu'ils gardaient un chameau appelé Gertrude, dans la cale du navire.
À son arrivée à Boston, un journal publie une histoire enjouée sur un voyage coûteux et naïf que Goodson avait fait au casino de Monte-Carlo. Deux vieilles filles célibataires, retournent rapidement leurs billets en disant qu'« ils ne savaient pas que Katharine Goodson était ce genre de fille ! » Goodson écrit à ce sujet : « j'ai senti que je n'avais pas perdu mon argent, mais ma réputation. »

### Mariage
Au cours de son séjour à Vienne Goodson, retrouve Arthur Hinton, un ancien élève de la Royal Academy et ami londonien, avec qui elle avait joué dans l'Orchestre de l'Académie, et qui étudie alors avec Karl Navratil. Plus tard, Hinton se rend à Munich pour étudier la composition avec Josef Rheinberger. Dès qu'ils sont tous deux rentrés à Londres, Hinton est un visiteur régulier de la maison Conways, avec qui Goodson vit lorsqu'elle cherche à établir sa carrière. Ils se marient en 1903. Elle dit de à son propos : « je pense qu'Arthur Hinton doit m'avoir hypnotisé pour l'épouser, car j'avais décidé de ne jamais me marier ; tout le monde pensait que ma carrière serait gâchée si je le faisais, mais d'une manière ou d'une autre notre esprit et notre cœur semblaient se rapprocher de plus en plus. Nous avions les mêmes idéaux de travail et de vie, aimant la même vie artistique, le même environnement ; même les livres et les meubles et toujours les mêmes personnes. »
Le couple voyage beaucoup ensemble dans leur carrière, sans jamais avoir d'enfants, mais en partageant un mariage proche. Hinton écrit au cours de sa tournée Américaine de 1930 : « Je suis rempli du même amour que, ni le temps, ni l'espace, ni tout ce que la vie peut apporter, n'auront le pouvoir de changer. »
Arthur Hinton est mort en 1941. Un an plus tard, dans le cadre d'un long éloge, Goodson décrit leur passion commune en ces  termes : « Je te garde là où est la musique, c'est le meilleur endroit. »

### Amis, collègues et élèves
La carrière de Goodson lui permet d'être présentée à l'élite du monde musical, artistique et politique. Elle compte parmi ses amis musiciens, son mentor Leschetizki — qui l'appelait « De Liebe Katie » — Paderewski, Nikisch, Nellie Melba, Dohnányi, Carreño, Beecham, Henry Wood, Mathilde Marchesi, Ysaÿe, Elgar, Gabrilowitsch et sa femme, Clara Clemens. D'autres amis dans le domaine des arts inclus l'actrice Eleonora Duse et le père de Clemens, Samuel, mieux connu sous son nom de plume, Mark Twain.
Goodson a parlé avec chaleur de Nellie Melba, connu pour avoir une personnalité exigeante : « j'avais entendu des gens dire que la grande chanteuse était froide et insensible ; elle me semblait exactement l'inverse, une ardeur généreuse et impulsive jaillissait continuellement, combiné avec beaucoup de plaisir et de gaieté, qui se manifestait souvent quand elle était libre de tout cadre conventionnel. »
Goodson a également continué la tradition de Leschetizky, en écrivant beaucoup sur la technique de piano, ainsi qu'à travers ses propres élèves, notamment Clifford Curzon, la fille acclamée de Mark Hambourg, Michal, ainsi que l'écrivaine canadienne Elizabeth Smart ont également étudié avec elle.

## Enregistrements
Katharine Goodson ne laisse aucun enregistrement officiel. À part quelques bandes pour la radio, elle grave cependant, selon le procédé Duo-Art de piano mécanique, au moins quatorze œuvres : 
- Chopin, Études op. 10 no 7 (Duo-Art 5561)
- Chopin, Valse brillante, op. 34 no 1 (Duo-Art 5577-4)[7]
- Hinton, Fireflies (« Lucioles ») (Scherzo no 3) (Duo-Art 6322)
- Hinton, Rigaudon, op. 23 no 1 (Duo-Art 7245)
- Chopin, Nocturne op. 37 no 2 (Duo-Art 6340)
- Gernsheim, Aeolus, op. 59 (Duo-Art 7260)
- Palmgren, The sea (Duo-Art 7296)
- Chopin, Valse op. 69 no 1 (mars 1929, Duo-Art 7310)[8]
- Gretchaninov, Plainte, op. 3 no 1 (Duo-Art 7381)
- Brahms, Danse hongroise no 7 (Duo-Art 077)
- Schubert, Impromptu op. 90 no 4 (Duo-Art 083)
- Macdowell, Études virtuoses, op. 46 Marche des vents no 10 (Duo-Art 093)
- Chopin, Valse, op. 34 no 3 (Duo-Art 0204)
- Schumann, Fantaisie op. 17 de Schumann (avril 1926, Duo-Art 0234/36)[9].

Katharine Goodson laisse aussi quatre gravures pour le procédé Ampico :
- Schumann, Fantaisiestüke op. 12 no 2 (Ampico 5578)
- Brahms, Rhapsodie, op. 119 no 4 (Ampico 5585)
- Debussy, Arabesque no 2 (Ampico 5586)
- Rachmaninoff, Prélude op. 3 no 2 (Ampico 5590)

## Sources
- (en) Harriette Brower, Piano Mastery. Talks with Master Pianists and Teachers, New York, Frederick A. Stokes Co., 1915, 299 p. (OCLC 945983, lire en ligne), p. 72–77 — réédition Dover 2003 (OCLC 51969069).
- (en) David Ewen, Encyclopedia of Concert Music, New York, Hill and Wang, 1959, 586 p. (OCLC 1005950067, lire en ligne)
- (en) Katharine Goodson, Autobiography of Katharine Goodson. (Inédit).
- (en) James Methuen-Campbell, « Goodson, Katharine », dans Stanley Sadie (éd.), The New Grove Dictionary of Music and Musicians, Londres, Macmillan, 2001, 2e éd., 25 000 p., 29 volumes (ISBN 9780195170672, lire en ligne)